# Bonfim (Minas Gerais)
Bonfim é um município brasileiro do estado de Minas Gerais.

## Geografia
Localiza-se a uma latitude 20º19'36" sul e a uma longitude 44º14'19" oeste, estando a uma altitude de 930 metros e a 90 km da capital do estado. Sua população recenseada em 2022 era de 7 434 habitantes. As principais vias de acesso para o município são as Rodovias MG-040 e BR-381.